# HD 11964
HD 11964는 고래자리 방향으로 지구에서 약 111 광년 떨어져 있는 황색 준거성이다. 이 항성은 우리 태양보다 표면 온도가 더 차갑지만 질량 및 밝기가 더 크다. 겉보기 등급은 +6.42로 맨눈으로 겨우 볼 수 있을 정도이다. 2007년 기준 이 항성 주위를 도는 외계 행성 3개가 확인되어 있다.

## 항성계
2005년 8월 이 별 주위에 외계 행성 두 개가 있음이 발표되었다. 그러나 두 번째 행성 HD 11964 c는 2007년 5월까지 공식적으로 존재를 인정받지 못했다. 2007년 9월 세 번째 행성 HD 11964 d가 b, c 궤도 사이에서 발견되었다. d의 질량은 토성 수준으로 어머니 항성에서 1.13 천문단위 떨어진 거리를 매우 큰 이심률을 그리면서 돌고 있다.

## 같이 보기
- HD 37124
- 안드로메다자리 웁실론

## 참고 문헌
- Butler;  외. (2006). “Catalog of Nearby Exoplanets”. 《The Astrophysical Journal》 646 (1): 505 – 522. doi:10.1086/504701.[깨진 링크(과거 내용 찾기)] (웹 인쇄본)